# Adolf Thiele (Politiker, 1853)

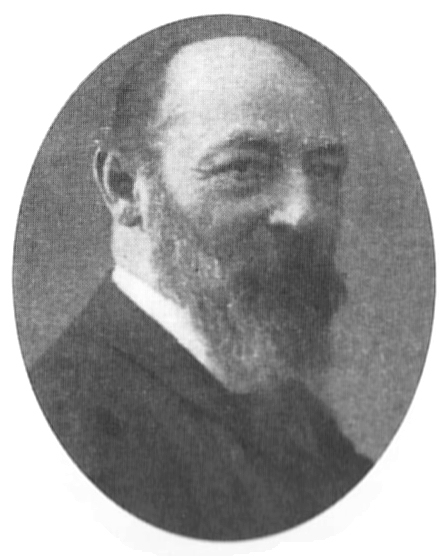
Adolf Thiele

Friedrich Adolf Thiele (* 26. September 1853 in Dresden; † 25. Januar 1925 in Halle) war ein deutscher Politiker der SPD.

## Leben und Beruf
Nach dem Abschluss der Volksschule besuchte Thiele 1867/68 noch ein Jahr das Gymnasium, verließ es jedoch vor dem Abitur. Von 1868 bis 1874 besuchte er das Lehrerseminar und war anschließend bis 1881 als Volksschullehrer in Sachsen tätig. Danach unterrichtete er an der landwirtschaftlichen Kreisschule in Wurzen. 1887 schied er aus dem Staatsdienst aus und verlegte die von ihm gegründeten Blätter Wurzener Zeitung und Pädagogische Revue. Von 1894 bis 1908 war er Redakteur des Freien Volksblattes in Halle, seit 1897 arbeitete er auch als freier Schriftsteller. 1918 übernahm er die Redaktion der Volksstimme in Halle. Er war Mitbegründer und zeitweise Vorsitzender des Vereins der Arbeiterpresse.

## Partei
Thiele war Mitglied der SPD, deren örtlicher Gliederung für Halle er lange Jahre vorstand.

## Abgeordneter
Thiele war von 1888 bis 1892 Stadtverordneter in Wurzen und von 1903 bis 1912 in Halle. Von 1898 bis 1907 und 1912 bis 1918 gehörte er dem Reichstag des Kaiserreiches für den Wahlkreis Regierungsbezirk Merseburg 8 (Naumburg–Weißenfels–Zeitz) an. 1905 forderte er in einer Reichstagsdebatte für die SPD die Abschaffung des § 175 Strafgesetzbuch, der homosexuelle Handlungen unter Männern unter Strafe stellte. Bei der Wahl zur Deutschen Nationalversammlung am 19. Januar 1919 wurde er als Vertreter des Wahlkreises 13 (Regierungsbezirk Merseburg) in die Weimarer Nationalversammlung gewählt.